# Ectatosticta shaseng
Espèce
Ectatosticta shaseng est une espèce d'araignées aranéomorphes de la famille des Hypochilidae.

## Distribution
Cette espèce est endémique du Sichuan en Chine,. Elle se rencontre dans le Xian de Wenchuan.

## Description
Le mâle holotype mesure 9,26 mm et la femelle paratype 9,14 mm.

## Étymologie
Cette espèce est nommée en l'honneur de Shaseng, personnage de La Pérégrination vers l'Ouest.

## Publication originale
- Li, Yan, Lin, Li & Che, 2021 : « Challenging Wallacean and Linnean shortfalls: Ectatosticta spiders (Araneae, Hypochilidae) from China. » Zoological Research, vol. 42, no 6, p. 791-794 & I-XXXIII.